# Macropus irma
Macropus irma é uma espécie de marsupial da família Macropodidae.
Endêmica da Austrália, é restrita ao sudoeste da Austrália Ocidental.